# Religió a Angola

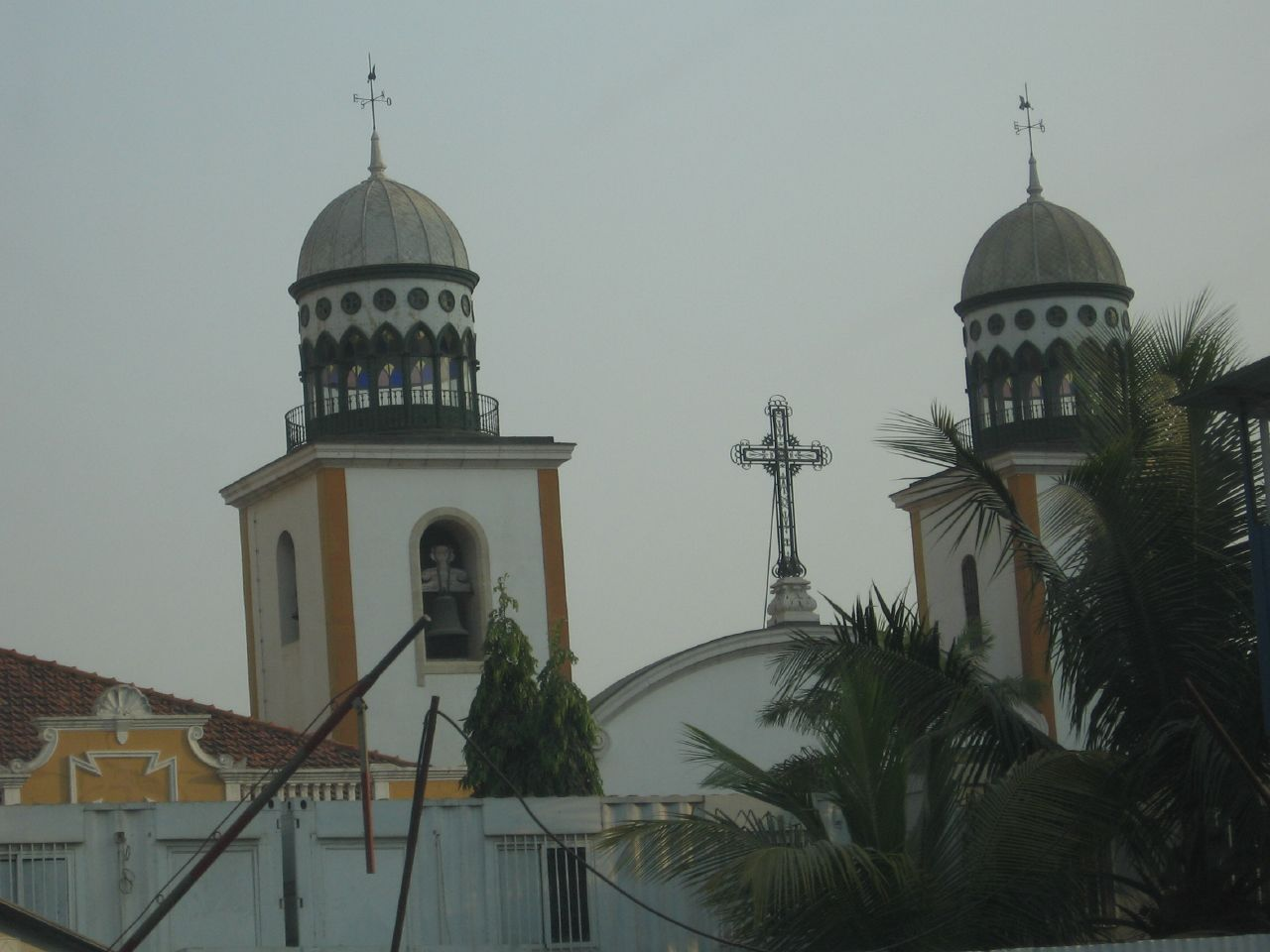
Església a Luanda, Angola

La religió a Angola consisteix en unes 1.000 comunitats religioses al país, la majoria dels quals són cristianes. Aproximadament la meitat de la població és catòlica romana. Altres denominacions cristianes com baptistes, metodistes, congregacionalistes, luterans, reformats i adventistes, així com grups no protestants com els testimonis de Jehovà sumen al voltant de la quarta part de la població. Des de la independència han sorgit altres comunitats com pentecostalistes, evangèlics i l'Església Universal del Regne de Déu, d'origen brasiler. Hi ha dues esglésies sincrètiques "cristianes africanes", els kimbanguistes que tenen el seu origen en el que és l'actual República Democràtica del Congo, i la fe indígena tokoista. També hi ha una petita minoria musulmana, formada per immigrants sunnites d'una diversitat de països africans i altres països, que no formen una comunitat. Alguns angolesos, principalment en societats rurals remotes, encara professen religions tradicionals africanes, però les creences tradicionals subsisteixen entre una part substancial d'aquells que s'han convertit en cristians.

## Religions i govern
L'actitud del règim angolès cap a la religió ha estat inconsistent. El compromís del MPLA amb el marxisme-leninisme de 1977 i 1991 va fer que la seva actitud cap a la religió, almenys oficialment, es correspongués durant aquest període amb la del dogma tradicional marxista-leninista soviètic, que generalment caracteritzava la religió com a antiquada i irrellevant per a la construcció d'una nova societat. El govern també va veure la religió com un instrument de colonialisme a causa de l'estreta associació de l'Església Catòlica Romana amb els portuguesos. A més, perquè la pertinença al partit era el camí d'influència, els líders del partit i molts dels quadres no podien tenir cap compromís religiós formal o, en cap cas, negar-ne un (tot i que la majoria dels líders d'Angola als anys vuitanta es van educar com a catòlics, baptistes, metodistes o a les escoles de la missió congregacional. No obstant això, el govern va reconèixer la prevalença de la religió a les societats angoleses i va reconèixer oficialment la igualtat de totes les religions, tolerant les pràctiques religioses sempre que les esglésies es restringissin a afers espirituals. L'estat, però, va instituir determinats controls específics sobre organitzacions religioses, i estava disposat a actuar ràpidament quan va considerar que era qüestionat pels actes d'un grup específic. Així, a principis de 1978, l'Oficina Política del MPLA va ordenar el registre d'esglésies i organitzacions religioses "legítimes" a l'Institut Nacional d'Afers Religiosos, creat en el marc del Ministeri de Cultura. Tot i que els sacerdots i missioners estrangers podien romandre al país, i encara que grups religiosos o esglésies poguessin rebre mercaderies procedents de l'exterior, es prohibia la construcció de noves esglésies sense permís.
Un conflicte desenvolupat a la fi dels anys 70 entre el govern i l'Església Catòlica Romana. El desembre de 1977, els bisbes de les tres arxidiòcesis d'Angola, reunits a Lubango, van redactar una carta pastoral posteriorment llegida a totes les esglésies que denunciaven freqüents violacions de la llibertat religiosa. La seva queixa més específica era que l'establiment d'un sistema únic d'educació ignorava els drets dels pares. També es van oposar a la sistemàtica propaganda atea del govern i al silenci de l'emissora de ràdio de l'església el 1976. En resposta a les acusacions d'intromissions governamentals en els afers religiosos, el president Agostinho Neto va emetre un decret el gener de 1978 afirmant que hi havia una separació completa entre l'església i les institucions religioses. A més el Jornal de Angola va imprimir un atac als bisbes, acusant-los de qüestionar la integritat del procés revolucionari angolès.
El resultat del conflicte va tenir repercussions tant per les esglésies protestants com per a l'Església catòlica romana. En essència, el govern va deixar clar que les institucions religioses s'havien d'adherir a les resolucions del govern i del partit sobre qüestions no religioses.
A la fi dels anys vuitanta, hi va haver un lleuger canvi en la política del govern cap a la religió. El president i altres persones del govern i les elits del partit, reconeixent que l'oposició política no s'havia reunit al voltant dels líders religiosos, es van tornar menys temorosos de l'oposició religiosa i, per tant, més tolerant als grups religiosos en general. Una excepció va ser la Igreja de Nosso Senhor Jesus Cristo no Mundo, una secta cristiana independent fundada el 1949 per Simão Toko (també escrit Simão Toco). Toko, un protestant de la província de Uíge, va formar la secta després del moviment kimbanguista (no s'ha de confondre amb les pràctiques tradicionals de kimbanda, que havien sorgit al Congo Belga als anys vint). El govern havia estat especialment sospitós dels tokoistes a causa del seu fort suport a la província de Benguela, la majoria dels habitants dels quals eren ovimbundu, els principals partidaris d'UNITA. Els tokoistes també van estar involucrats en disturbis a la regió de Catete, a la província de Bengo i a Luanda a finals de 1986, i van atacar una presó a Luanda el 1987 per intentar alliberar creients que havien estat detinguts en els disturbis de 1986. Com a resultat, el govern va prohibir la secta, al·legant que els seus membres havien utilitzat la religió per atacar l'estat i, per tant, van perdre la seva legitimitat. Posteriorment, però, com a part de la relaxació general de la seva política religiosa, el govern va suavitzar la seva posició sobre la secta i, el març de 1988, la va declarar religió legal. Mentrestant, la qüestió s'ha tornat menys rellevant, perquè les comunitats religioses, majoritàriament pentecostals (com l'Església Universal del Regne de Déu), s'havien consolidat arreu del país, majoritàriament a Luanda i altres ciutats importants, sovint sota influència brasilera.
La situació va canviar substancialment quan el MPLA va abandonar el marxisme-leninisme el 1991 i va adoptar una constitució que preveia la democràcia multipartidista (encara que fos molt presidencialista). Les restriccions a la llibertat de religió eren abolides, com l'obligació d'atenir-se a les directrius emeses pel MPLA. No obstant això, el govern, encara dominat pel MPLA, especialment després de les eleccions parlamentàries de 2008, manté un cert seguiment de les comunitats religioses a través de l'Institut Nacional de les Religions. Aquest institut, dirigit actualment per un antic sacerdot catòlic, posseeix un registre de totes les comunitats religioses (més de 1000 en 2011), manifesta selectivament un reconeixement oficial que implica certa mesura de reconeixement i suport i manté un diàleg permanent amb els més importants comunitats.

## Religions

### Cristianisme
L'afiliació religiosa a Angola era difícil de definir, ja que molts que reclamaven la pertinença a una denominació cristiana específica també compartien percepcions de l'ordre natural i sobrenatural característic dels sistemes religiosos indígenes. De vegades, l'esfera cristiana de la vida d'una comunitat estava institucionalment separada de l'esfera indígena. En altres casos, el significat local i la pràctica del cristianisme van ser modificats per patrons autòctons de creença i pràctica.
Encara que les missions catòliques romanes foren majoritàriament compostes per no portuguesos durant l'època colonial, els estatuts i acords pertinents van permetre que els missioners estrangers només podien ser admesos amb l'aprovació del govern portuguès i del Vaticà i amb la condició que s'integressin en l'organització missionera portuguesa. Els missioners catòlics estrangers estaven obligats a renunciar a les lleis del seu propi país, a sotmetre's a la llei portuguesa i a demostrar la seva capacitat per parlar i escriure correctament l'idioma portuguès. L'activitat missionera es va col·locar sota l'autoritat dels sacerdots portuguesos. Tot això va ser coherent amb la llei colonial de 1930, que va avançar l'opinió que les missions catòliques portugueses a l'estranger eren "instruments de civilització i influència nacional". El 1940 l'educació dels africans va ser declarada exclusivament responsabilitat del personal missioner. Totes les activitats de l'església, inclosa l'educació, havien de ser subvencionades per l'estat. En realitat es va permetre a les missions protestants participar en activitats educatives, però sense subvenció i amb la condició que el portuguès fos la llengua d'instrucció.
Les importants missions protestants establertes als anys seixanta (o llurs predecessores) havien arribat a Angola a finals del segle xix i, per tant, havien estat treballant abans que els portuguesos aconseguissin controlar el territori sencer. Els seus primers anys, per tant, es van veure poc afectats per la política i la pràctica portugueses. Abans de l'establiment de l'Estado Novo a Portugal el 1926, les autoritats mantenien l'atenció sobre les missions protestants, però no eren particularment hostils. Tanmateix, els colonitzadors i els administradors locals eren hostils, perquè els missioners protestants tendien a ser protectors del que consideraven els seus càrrecs. En aquells primers anys i més tard, els missioners protestants no sols eren evangelistes, sinó també mestres, curanderos i consellers, tots potser de forma paterna, però de manera que es van relacionar amb els africans de manera més sostenible que la característica dels missioners catòlics i administradors locals.
Els missioners protestants treballaven per aprendre les llengües locals, en part per comunicar-se millor amb aquells en el seu camp de la missió, però sobretot per traduir l'Antic Testament i el Nou Testament en llengües africanes. Els missioners protestants eren molt més propensos que els administradors i els colons a conèixer un idioma local. Els missioners catòlics no van fer èmfasi en la traducció de la Bíblia i, amb algunes excepcions, no van fer cap punt d'aprendre cap llengua bantu.
A causa que les denominacions protestants específiques es van associar amb comunitats ètniques particulars, l'estructura de l'organització religiosa estava relacionada amb l'estructura d'aquestes comunitats. Aquesta connexió va ser provocada en part per la tendència de comunitats senceres a recórrer a la varietat de protestantisme que s'oferia a nivell local. La conversió d'individus aïllats era poc freqüent. Aquells individus que no es van cristianitzar es van mantenir en major o menor mesura adherits al sistema indígena; a menys que emigressin a una de les ciutats més grans, persones d'una localitat específica no tenien l'opció d'un altre tipus de cristianisme. Els membres d'una comunitat que encara no s'havien convertit al cristianisme estaven lligats per parentiu a aquells individus que s'havien convertit. D'una banda, els patrons indígenes de les relacions socials van afectar l'organització de l'església; d'altra banda, la presència de cristians a la comunitat va afectar la cultura local en diversos graus. Els cristians que podrien citar les Escriptures en la llengua local els van aportar frases que els altres van recollir, i els atributs del Déu cristià, tal com s'interpretaven per la denominació específica, de vegades s'adjuntaven a l'alt déu del sistema religiós indígena i, en general, feien que la deïtat fos més prominent que abans.
La participació de les esglésies protestants en les llengües de les seves àrees de missió, la seua activitat mèdica i d'altre tipus de benestar i la seva capacitat per adaptar-se a les estructures locals o (en el cas dels metodistes entre els ambundu), fortuïtament consistent amb elles, van donar als protestants molta més influència que els seus nombres suggereixen. Per exemple, els líders dels tres principals moviments nacionalistes dels anys setanta -el MPLA, la UNITA i la FNLA- s'havien plantejat com a protestants, i molts altres en aquests moviments també eren protestants, fins i tot si el seu compromís ha disminuït amb el temps.
Es van variar les estimacions del nombre de catòlics d'Angola. Una de les fonts va afirmar que prop de 55 per cent de la població el 1985 era catòlica; una altra va posar la proporció el 1987 al 68 per cent. La majoria dels catòlics vivien a l'oest d'Angola, no només perquè aquesta part del país era la més densament poblada, sinó també perquè la penetració portuguesa a l'interior era comparativament recent i els missioners catòlics romans tendien a seguir la bandera. La zona catòlica més forta abans de la independència era la Província de Cabinda, on la majoria de la població era bakongo. Els bakongo a Angola no eren únicament catòlics, el protestantisme era molt influent. Hi va haver una proporció important de catòlics entre les províncies de Mbundu a Luanda i Cuanza Nord. Menys fortament catòlics eren les províncies poblades d'ovimbundu de Benguela i Huambo, encara que s'estimava que dos terços de la població de la ciutat de Huambo eren catòlics. Als districtes sud i oriental, la proporció de catòlics va disminuir considerablement.
La proporció de protestants a la població d'Angola va ser estimada entre un 10% i un 20% a la fi dels anys vuitanta. La majoria d'ells eren presumiblement africans, encara que alguns mestiços podrien haver estat afiliats a una o altra església protestant.
El govern va reconèixer onze denominacions protestants: les Assemblees de Déu, la Convent Baptista d'Angola, l'Església Evangèlica Baptista d'Angola, l'Església Congregacional Evangèlica d'Angola, l'Església Evangèlica d'Angola, l'Església Evangèlica del Sud-oest d'Angola, l'Església del Senyor Jesucrist al Món (Kimbanguist), l'Església Evangèlica Reformada d'Angola, l'Església Adventista del Setè Dia d'Angola, la Unió de les Esglésies Evangèliques d'Angola, i l'Església Metodista Unida d'Angola.
A la fi dels anys vuitanta, les estadístiques sobre preferències cristianes entre grups ètnics no estaven disponibles, però les proporcions calculades a partir del cens de 1960 probablement no havien canviat significativament. Segons el cens de 1960, prop del 21% dels ovimbundu eren protestants, però les estimacions posteriors suggereixen un percentatge menor. L'únic grup protestant actiu entre els ambundu va ser la Missió Metodista, àmpliament patrocinada per l'Església Episcopal Metodista dels Estats Units. Les dades portugueses de 1960 indicaven que només el 8 per cent dels Mbundu es consideraven protestants, però les missions protestants van tenir un gran èxit entre els dembos. Fins a un 35% dels bakongo eren considerats protestants pel cens religiós oficial de 1960, sent els Baptistes els més nombrosos.
A més de les esglésies protestants generades directament per les missions i continuant en un esquema més o menys ortodox, hi va haver altres grups, que van sorgir, almenys en part, de l'experiència protestant, però van expressar una tendència particularment local i que eren dominada completament pels africans. No se sap el nombre d'angolesos que s'identifiquen amb tals esglésies africanes, però és raonable suposar que molts angolesos s'hi adjuntaven.
L'Església Presbiteriana d'Angola es va iniciar en la dècada de 1980 i es va desenvolupar ràpidament; està present a 9 de les 18 províncies angoleses.
L'Església de Jesucrist dels Sants dels Últims Dies a Angola té més de 1,000 membres a 5 congregacions a Angola.

### Islam
L'islam a Angola és una religió minoritària amb 80.000-90.000 adeptes, compost principalment per emigrants procedents d'Àfrica occidental i famílies d'origen libanès. 'Associació del Desenvolupament de l'Islam a Angola és l'organització proselitista principal. Els musulmans angolesos estan representats pel Consell Suprem dels Musulmans Angolesos de Luanda. La constitució d'Angola prescriu la llibertat de creure, però, hi ha hagut notícies de premsa que la comunitat musulmana està especialment perseguida pel govern d'Angola. Als musulmans actualment se'ls nega de facto el permís de pregar o construir mesquites.

### Fe Bahá'í
The Fe bahà'í hi cimença després que `Abdu'l-Bahà va escriure cartes encoratjant a predicar la religió a Àfrica el 1916. El primer pioner bahà'í a Angola hi arribà en 1952. Pel 1963 hi havia una Assemblea Espiritual bahà'í a Luanda i grups més petits a altres ciutats. En 1992 els bahà'ís d'Angola elegiren la seva primera Assemblea Espiritual Nacional. L'Associació d'Arxius de Dades Religioses confiant majoritàriament en la World Christian Encyclopedia) va estimar uns 1.800 bahà'ís el 2005.

### Judaisme
A instàncies de la comunitat jueva local, s'ha d'obrir un centre del moviment Habad Lubavitx hassídic a Luanda. Estarà dirigit pel rabí Levi Itshak i Dvora Léa Chekly. Encara que els jueus del país havien estat atesos prèviament per alumnes rabínics visitants, la Casa Habad representa la primera casa de culte jueva oficial coneguda per obrir a Angola.

### Hinduisme
L'hinduisme és practicat per alguns membres de la comunitat asiàtica, la majoria dels quals són estrangers. Segons l'Associació d'Arxius de Dades Religioses, la població hinduista d'Angola és menys del 0,1% de la població total, però no insignificant. Segons l'ambaixada de l'Índia a Angola, el nombre de persones d'origen hindi a Angola és menor a Angola respecte a altres països d'Àfrica Meridional, i principalment es tracta d'empresaris, professionals i treballadors qualificats.

## Llibertat de religió
La Constitució preveu la llibertat de religió, i el govern en general va respectar aquest dret a la pràctica. Al novembre de 2013, es va informar que el govern angolès havia prohibit l'Islam i les mesquites com contràries a la cultura nacional.